# Pyrenaearia navasi
Pyrenaearia navasi é uma espécie de gastrópode da família Hygromiidae.
É endémica de Espanha. 